# Bingöl (province)
Pour les articles homonymes, voir Bingöl (homonymie).
La province de Bingöl (en kurde : Çewlig) est une des 81 provinces (en turc : il, au singulier, et iller au pluriel) de la Turquie.
Sa préfecture (en turc : valiliği) se trouve dans la ville éponyme de Bingöl.

## Géographie

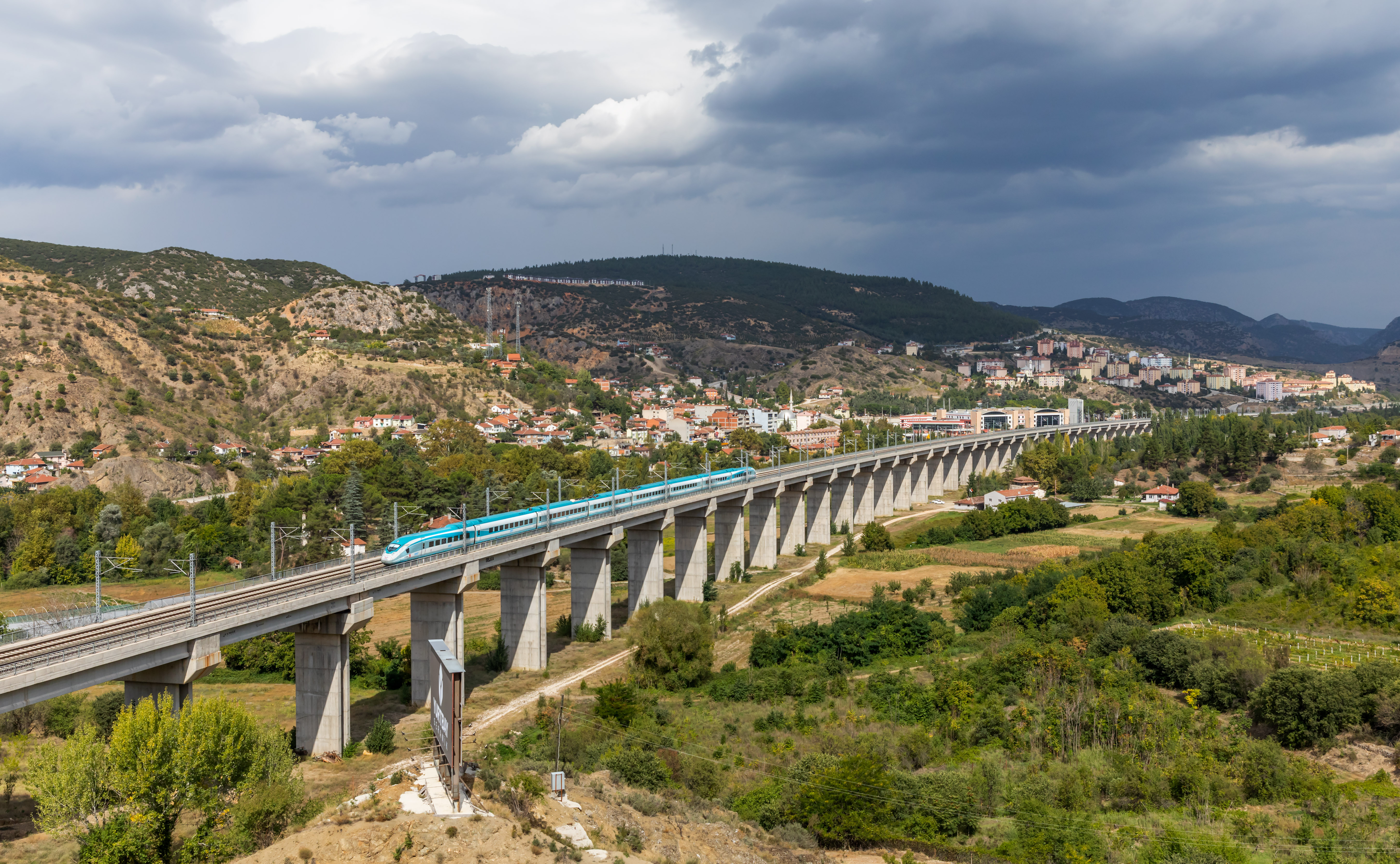
Train à grande vitesse à Bilecik

Sa superficie est de 8 125 km2.

## Population
Au recensement de 2000, la province était peuplée de 234 790 habitants, soit une densité de population de 28,4 hab./km2.
La province est peuplée majoritairement de Zazas de langue indo-européenne.
| 2000    | 2001    | 2002    | 2003    | 2004    | 2005    | 2006    | 2007    | 2008    |
| ------- | ------- | ------- | ------- | ------- | ------- | ------- | ------- | ------- |
| 240 337 | 242 183 | 243 717 | 245 168 | 246 718 | 248 336 | 249 986 | 251 552 | 256 091 |

| 2009    | 2010    | 2011    | 2012    | 2013    | 2014    | 2015    | 2016    | 2017    |
| ------- | ------- | ------- | ------- | ------- | ------- | ------- | ------- | ------- |
| 255 745 | 255 170 | 262 263 | 262 507 | 265 514 | 266 019 | 267 184 | 269 560 | 273 354 |

| 2018    | 2019    | 2020    | 2021    | 2022    | 2023    | - | - | - |
| ------- | ------- | ------- | ------- | ------- | ------- | - | - | - |
| 281 205 | 279 812 | 281 768 | 283 112 | 282 556 | 285 655 | - | - | - |

## Administration
La province est administrée par un préfet (en turc : vali).

## Subdivisions
La province est divisée en 8 districts (en turc : ilçe, au singulier) :
- Adaklı
- Bingöl
- Genç
- Karlıova
- Kiğı
- Solhan
- Yayladere
- Yedisu